# Precious Lara Quigaman
Precious Lara San Agustin Quigaman (Taguig, 3 gennaio 1983) è una modella e attrice filippina incoronata Miss International 2005.

## Biografia
Precious Quigaman è la quarta rappresentante delle Filippine a vincere il titolo, dopo Gemma Cruz nel 1964, Aurora Pijuan nel 1970 e nel Melanie Marquez nel 1979. In precedenza era stata incoronata Binibining Pilipinas nel 2005.
Dopo l'anno di regno, e numerose apparizioni televisive, comprese alcune conduzioni per il canale GMA 7, Precious Quigaman ha intrapreso la carriera di attrice. Fra gli altri lavori a cui ha preso parte, la Quigman è stata la protagonista della serie televisiva Impostor, ed ha partecipato alla popolare serie televisiva horror Imortal.